# أزهر شيخ
أزهر شيخ (11 مارس 1985 في الهند - ) هو لاعب كريكت هندي. لعب مع Vidarbha cricket team ‏.

## وصلات خارجية
- أزهر شيخ على موقع إي آس بي آن كريك إنفو (الإنجليزية)